# チトカニウシ山
チトカニウシ山（チトカニウシやま）は、北海道の上川郡上川町と紋別郡遠軽町の2町にまたがる標高1,445.6 mの山。山頂には一等三角点「千登蟹山」が設置されている。北海道の百名山に選定されている。

## 概要
北見山地の南部を構成する山岳であり、北見峠を境に石狩山地の山々と対峙する。しかし一部ではこの山を石狩山地の一峰とする所もある。チトカニウシ山の南側にはJR石北本線の石北トンネルと旭川紋別自動車道の北大雪トンネルが通過している。山頂自体は上川町と遠軽町の2町にまたがっているが、北東側約1km離れたところにある標高1,357mのピークは紋別郡滝上町との3町の境界になっている。北見峠からの尾根上には途中まで林道が伸びており、電波塔や反射板が設置されている。
山名はアイヌ語の「チ・トカン・イ・ウシ（我ら・射る・いつもする・所）」が元となっており、狩猟の際に豊猟を願って矢を放ったとされているほか、山の背比べを競って矢を放ったという伝説がある。明治32年発行の松原岩五郎著『日本各所地誌』には漢字表記で「千登蟹牛山」と掲載されているが現在は一般的にカタカナ表記となっている。

## 登山
登山道が存在しないため主に残雪期に登られる。メインルートは北見峠から尾根上を登山するルートである。スキー登山が人気であり、かつては上越駅から留辺志部川左岸の尾根を登るルートが主流だった。